# 林克昌

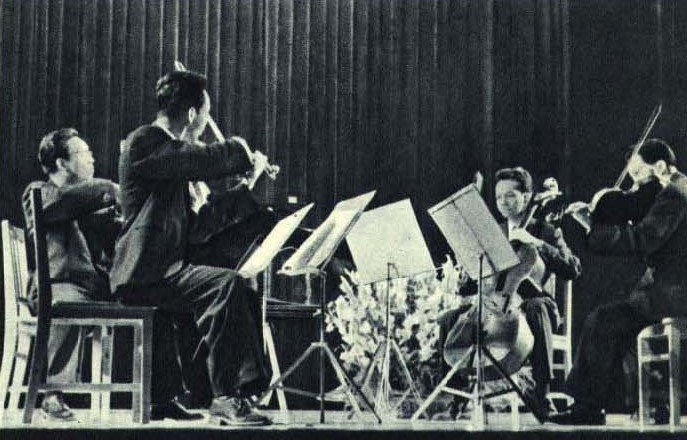
1962年林克昌、林克明、林克漢、林克定四兄弟音乐会在北京举行

林克昌（英語：Kek-Tjiang Lim，1928年3月21日—2017年6月15日），澳洲籍華裔指揮家、小提琴家、音樂教育家，於一九七〇年代末期錄製一系列中國管弦樂曲，聞名華人樂界。

## 經歷
林克昌出生於印度尼西亞馬辰的華裔家庭，九歲由父親啟蒙學習音樂，十四歲在巴達維亞正式拜師費多洛夫（Ivan Fedoroff）學習小提琴，十五歲進入雅加達廣播交響樂團擔任第二小提琴手，而後成為該團首席。
第二次世界大戰結束後，林克昌得到荷屬東印度政府獎學金前往荷蘭求學，進入阿姆斯特丹音樂學院師從易沙意的第二代學生科雷克（Jos de Clerck），四年後畢業。1950年冬天，林克昌進入巴黎音樂學院，並與羅馬尼亞小提琴家埃內斯庫學習私人課程；1955年開始接觸指揮。
- 1956年：擔任雅加達廣播交響樂團音樂總監與首席指揮。
- 1959年：移民中國北京，擔任中央廣播文工團管弦樂隊音樂總監與首席指揮。
- 1963年：調往中央音樂學院任教。
- 1968年：到香港，擔任香港管弦樂團音樂總監。
- 1974年：向費拉拉（Franco Ferrara）學習指揮。
- 1975年：離開香港管弦樂團。
- 1977年：擔任雪梨交響樂團小提琴手。
- 1978年：開始錄製一系列中國管弦樂曲。
- 1979年：移居墨爾本。
- 1982年：擔任日本群馬交響樂團首席客座指揮（1982-1986）
- 1984年：移居香港。
- 1991年：移居臺灣。
- 1992年：在國立藝術學院（現國立臺北藝術大學）教書，次年即因臺灣教育部不承認歐洲學歷，被迫退休。
- 1998年：赴莫斯科與俄羅斯國家管弦樂團錄製柴科夫斯基三首交響曲，同年從臺灣回墨爾本。
- 1999年：獲得金曲獎「最佳演奏獎」，並指揮中國廣播藝術團交響樂團成立四十五週年慶祝音樂會。
- 2000年：與俄羅斯國家管弦樂團在臺北、高雄巡迴演出。
- 2002年：任長榮交響樂團音樂總監與首席指揮（2002-2004）；指揮莫斯科愛樂訪台音樂會。
- 2004年：「黃土地上的貝多芬─林克昌回憶錄」出版（時報文化，ISBN 957-13-4047-2）
- 2008年：國家交響樂團 (台灣)為林克昌舉辦八十歲慶祝音樂會，亦是他最後一次登台指揮。
- 2017年：6月15日在澳洲墨爾本離世，享年89歲。

## 重要唱片
- 小夜曲─小提琴小品集（林克昌，小提琴／石聖芳，鋼琴）
- 《梁祝》小提琴協奏曲（林克昌，小提琴／林克昌指揮香港交響樂團(香港管弦樂團職業化前名稱)）
- 辛滬光：嘎達梅林／茅沅、劉鐵山：瑤族舞曲／賀綠汀：晚會、森吉德瑪／丁善德：新疆舞曲（林克昌指揮名古屋愛樂）
- 丁善德：長征（林克昌指揮名古屋愛樂）
- 《梁祝》小提琴協奏曲（西崎崇子，小提琴／林克昌指揮名古屋愛樂）
- 李煥之：春節序曲／瞿維：交響詩《人民英雄紀念碑》（林克昌指揮東京愛樂）
- 黃河鋼琴協奏曲（蕭奕慶，鋼琴／林克昌指揮群馬交響樂團）
- 柴科夫斯基：第五號交響曲（林克昌指揮群馬交響樂團）
- 杜鳴心、吳祖強：《魚美人》組曲／瞿維：秧歌場景（林克昌指揮群馬交響樂團）
- 十面埋伏／彝族舞曲／塞上曲／高山流水／趕花會／改進操／翠湖春曉......（林風，琵琶／林克昌指揮群馬交響樂團）
- 柴科夫斯基：第四號交響曲、《羅密歐與茱麗葉》幻想序曲（林克昌指揮俄羅斯國家管弦樂團）
- 柴科夫斯基：第五號交響曲、義大利隨想曲（林克昌指揮俄羅斯國家管弦樂團）
- 柴科夫斯基：第六號交響曲、斯拉夫進行曲（林克昌指揮俄羅斯國家管弦樂團）
- 鮑羅定：《伊果王子》序曲／林姆斯基-高沙可夫：天方夜譚（林克昌指揮俄羅斯國家管弦樂團）
- 葛令卡：《盧斯蘭與魯蜜拉》序曲／比才：卡門組曲／德弗札克：第九號交響曲《新世界》（林克昌指揮長榮交響樂團）
- 葛令卡：《盧斯蘭與魯蜜拉》序曲／林姆斯基-高沙可夫：西班牙隨想曲／柴科夫斯基：第四號交響曲（林克昌指揮長榮交響樂團）
- 柴科夫斯基：義大利隨想曲／埃內斯庫：第一號羅馬尼亞狂想曲／德弗札克：第八號交響曲《英吉利》（林克昌指揮長榮交響樂團）
- 布拉姆斯：第四號交響曲／布拉姆斯：第六號匈牙利舞曲（林克昌指揮長榮交響樂團）
- 西貝流士：芬蘭頌／西貝流士：第二號交響曲（林克昌指揮長榮交響樂團）
- 羅西尼：《阿爾及爾的義大利女郎》序曲／貝多芬：第三號交響曲《英雄》（林克昌指揮長榮交響樂團）
- 柴科夫斯基：《羅密歐與茱麗葉》幻想序曲／柴科夫斯基：弦樂小夜曲／柴科夫斯基：第五號交響曲（林克昌指揮長榮交響樂團）
- 馬水龍：梆笛協奏曲／貝多芬：戲劇音樂《艾格蒙》序曲／貝多芬：第五號交響曲《命運》（陳中申，梆笛／林克昌指揮長榮交響樂團）
- 《梁祝》小提琴協奏曲／比才：卡門組曲（呂思清，小提琴／林克昌指揮長榮交響樂團）

## 個人生活

### 家庭
林克昌排行老大，三個弟弟與一個妹妹都是音樂家。妹妹Swan Liang Lim是鋼琴家（1929年出生），弟弟林克明大提琴家（1930年出生），林克漢小提琴家（1931年出生）、林克定中提琴家（1933年出生）。兄弟四人曾經於1964年在中國組成「林氏四重奏」。
林夫人石聖芳（Else Tjiok Lim）是一名鋼琴家與芭蕾舞者。因為林懷民邀請林夫人到臺灣指導「雲門舞集」，促成林克昌夫婦與臺灣結緣。2016年3月離世。